# Zweifallshammer
Zweifallshammer ist ein ehemaliges Hüttenwerk in der Gemeinde Hürtgenwald bei Simonskall. Das kleine Hüttenwerk lag an der Kall.
Eine Besiedlung ist schon durch römische Funde etwa 200 nach Christus nachgewiesen. Seit Mitte des 17. Jahrhunderts betrieb die Familie Hoesch in dieser Gegend mehrere kleinere Eisenhütten. Eberhard Hoesch (1756–1811) erbaute um 1805 an der Kall ein kleines Werk mit einem Hochofen und einem Hammer und gab ihm den Namen Zweifallshammer.
Nach Eberhards Tod 1811 übernahmen seine beiden Söhne Wilhelm (1791–1831) und Eberhard (1790–1852) das Werk und gründeten 1819 die Firma Gebrüder Eberhard und Wilhelm Hoesch. Als ebenfalls 1819 ein Hüttenwerk in Lendersdorf hinzugekauft wird, verlagert sich der Schwerpunkt zunehmend dorthin.
Der Hochofen von Zweifallshammer wurde noch bis 1866 betrieben.
1871 erfolgte die endgültige Verlegung nach Dortmund durch Leopold Hoesch.
Zweifallshammer und das umliegende Gelände sind bis heute im Besitz der Familie Hoesch.
Von Zweifallshammer sind ein Teil des Wassergrabens der Bleihütte Klingelpütz, drei Stollen am Hang hinter der heutigen Wohnanlage, der Hüttenteich und das Wassergrabensystem, Fundamentsreste, sowie einzelne Gebäude geblieben.
Der Hochofen wurde restauriert. Restauriert wurde auch die ehemalige Ofen-Schleiferei, in der sich vorher das Frischefeuer und der Reckhammer befunden haben. An ihrer Vorderwand dreht sich ein oberschlägiges Wasserrad.